# Leptolalax petrops
Ếch đá (Danh pháp khoa học: Leptolalax petrops) là một loài ếch trong họ Cóc bùn (Megophryidae) mới được phát hiện tại Việt Nam năm 2017, chúng được các nhà khoa học Úc phát hiện ở khu vực rừng núi đá vôi thuộc hai tỉnh Lai Châu và Tuyên Quang. Tên khoa học Leptolalax petrops của nó được đặt theo hình dáng đặc biệt của nó là tiếng Latinh là ops: "có hình dạng của" và petra: "đá". Tuy vậy, loài mới này đang bị đe dọa tuyệt chủng.

## Đặc điểm
Chúng dài khoảng 2 đến 5 cm, có màu nâu nhạt và mắt màu vàng đồng, lớp da xù xì, thô ráp giống hệt những viên đá nhỏ. Kết cấu da của con ếch cái thô ráp trông không khác gì những tảng đá xung quanh là đặc điểm ấn tượng nhất. Đặc điểm hình thái giống tảng đá cùng tiếng gọi bạn tình có cao độ và nhịp độ nhanh là điểm khác biệt của loài này. Leptolalax petrops chỉ được tìm thấy ở hai tỉnh Lai Châu và Tuyên Quang, trong khi đó, hệ thống rừng tự nhiên che phủ các núi đá vôi là môi trường sống của loài ếch này đang suy giảm nhanh chóng.